# Newbrook
Newbrook est un hameau (hamlet) du Comté de Thorhild, situé dans la province canadienne d'Alberta.

## Démographie
En tant que localité désignée dans le recensement de 2011, Newbrook a une population de 95 habitants dans 48 de ses 54 logements, soit une variation de -18.1% par rapport à la population de 2006. Avec une superficie de 0,495 4 km2, le hameau possède une densité de population de 191,764 2 hab/km2 en 2011.
Concernant le recensement de 2006, Newbrook abritait 116 habitants dans 51 de ses 56 logements. Avec une superficie de 0,495 4 km2, le hameau possédait une densité de population de 234,2 hab/km2 en 2006.